# Red Cloud (Nebraska)
Red Cloud je grad u američkoj saveznoj državi Nebraska. Prema popisu stanovništva iz 2010. u njemu je živjelo 1,020 stanovnika.